# Подъельное (Вологодская область)
Подъельное — деревня в Сокольском районе Вологодской области.
Входит в состав городского поселения город Кадников, с точки зрения административно-территориального деления — в Кадниковский сельсовет.
Расстояние по автодороге до районного центра Сокола — 15 км, до центра муниципального образования Кадникова — 4 км. Ближайшие населённые пункты — Кадников, Ерденово, Филяево.
По переписи 2002 года население — 16 человек.